# Goniurosaurus nebulozonatus
Goniurosaurus nebulozonatus — вид геконоподібних ящірок родини еублефарових (Eublepharidae). Ендемік Японії. Описаний у 2024 році.

## Поширення і екологія
Goniurosaurus nebulozonatus мешкають на півночі острова Окінава, а також на сусідньому острові Корідзіма. Вони живуть в субтропічних лісах, серед карстових скель. Ведуть нічний спосіб життя, живляться безхребетними. Відкладають яйця.